# ノーヴィ・チャス
ノーヴィ・チャス（ベラルーシ語: Новы Час、英語で「新しい時間」の意）とは、ベラルーシで発行されている独立系の週刊新聞である。

## 沿革
2007年に廃刊されたZgodaの後継紙として、同年3月1日にノーヴィ・チャスが創刊された。
発行元はフランツィスク・スカリナ記念ベラルーシ語協会であり、
協会はNasha Slova新と若年向けの雑誌Verasenも発行している。ノーヴィ・チャスはミンスクに本部を置く週刊の新聞で、 and has an independent and liberal political leaning.その主張は独立し、リベラルな政治思想を掲げる傾向がある。
2009年6月にノーヴィ・チャスはドイツのツァイト財団からツァイト賞を授与される。

## 事件
創刊直後にノーヴィ・チャスは廃刊され、2007年5月25日に発行を再開するが、2007年末にベラルーシ当局から警告を受けた。2010年6月にノーヴィ・チャスは情報省からも警告を受け、加えて国家の流通網からも除外された。